# Käthe Voderberg
Käthe Voderberg (geborene Nehls; * 1. August 1910 in Stralsund; † 10. Mai 1978) war eine deutsche Botanikerin. Sie war Professorin und Direktorin des Instituts für Botanik an der Humboldt-Universität zu Berlin.

## Leben und Wirken
Käthe Voderberg, deren Vater Beamter bei der Reichsbahn war, besuchte die Mittelschule und das Oberlyzeum in Stralsund mit dem Abitur 1930. Sie studierte von 1930 bis 1935 Naturwissenschaften (Biologie, Chemie) und Mathematik in Hamburg, Berlin, Innsbruck und Greifswald. Im Jahr 1936 schrieb sie ihre Dissertation in Biologie an der Universität Greifswald (Über die leukozytären Elemente in der Schleimhaut des Verdauungstraktes der Salamandrinen). Danach war sie in Greifswald wissenschaftliche Hilfskraft am Vererbungswissenschaftlichen Institut, an dem sie sich mit Drosophila befasste. Das musste sie 1935 aufgeben als sie heiratete. Nach der Wiedereröffnung der Universität Greifswald erhielt sie dort 1946 einen Lehrauftrag für Botanik. 1947 habilitierte sie an der Universität Greifswald über die Hasenpfote (Coprinus lagopus) (Zur Fruchtkörperbildung und Ernährungsphysiologie von Coprinus lagopus) und wurde Dozentin in Greifswald. Im Juli 1952 wurde sie Professorin mit vollem Lehrauftrag und Direktorin des Instituts für landwirtschaftliche Botanik an der Humboldt-Universität zu Berlin, das sie aufbaute. Für das Institut leitete sie auch die Einrichtung eines botanischen Gartens in Berlin-Köpenick. Von 1956 bis 1958 war sie Fachrichtungsleiterin für das Fach Landwirtschaft. Von Dezember 1960 bis November 1962 war sie als erste Wissenschaftlerin der Fakultät und als zweite der gesamten Humboldt-Universität zu Berlin Dekanin der Landwirtschaftlich-Gärtnerischen Fakultät. 1961 wurde sie Professorin mit Lehrstuhl. Sie arbeitete damals über Unkrautbekämpfung und Biologie des Wildhafers und wurde Mitglied des Präsidiums der Biologischen Gesellschaft der DDR. 1970 wurde sie emeritiert. Sie starb 1978.
Sie war mit dem 1945 gefallenen Mathematiker Heinz Voderberg verheiratet und hatte mit ihm zwei Töchter Linda (1938–2022) und Mathilde (* 1944–2024).

## Publikationen (Auswahl)
- Käthe Nehls: Über die leukozytären Elemente in der Schleimhaut des Verdauungstraktes bei Salamandrinen. In: Zeitschrift für Zellforschung und Mikroskopische Anatomie. Band 25, Nr. 2, 1. Januar 1936, S. 283–311, doi:10.1007/BF00375539.
- Käthe Voderberg: Zum Nähr- und Wirkstoffbedarf von Coprinus lagopus. In: Zeitschrift für Naturforschung B. Band 3, Nr. 7–8, 1948, ISSN 1865-7117, S. 272–279, doi:10.1515/znb-1948-7-808 (degruyter.com).
- Käthe Voderberg: Zur Fruchtkörperbildung von Coprinus Lagopus. In: Planta. Band 37, Nr. 2, 1. September 1949, S. 149–160, doi:10.1007/BF01916190.
- Käthe Voderberg: Die Abhängigkeit der Fruchtkörperentwicklung bei Coprinus lagopus von inneren und äusseren Faktoren. In: Planta. Band 37, Nr. 5, 1. Januar 1950, S. 612–625, doi:10.1007/BF01927757.
- K. Voderberg: Hemmstoffe aus quellenden und keimenden Samen von Vicia villosa Roth. In: Naturwissenschaften. Band 46, Nr. 12, 1. Januar 1959, S. 406–406, doi:10.1007/BF00628970.
- Käthe Voderberg: Quellung und Keimung der Samen von Vicia villosa Roth. In: Flora oder Allgemeine Botanische Zeitung. Band 150, Nr. 1, 1. Januar 1961, S. 170–174, doi:10.1016/S0367-1615(17)33192-0.
- Käthe Voderberg: Wird der Mensch von Tabletten leben. In: Neue Zeit. 18. August 1962, abgerufen am 9. Februar 2019.
- Käthe Voderberg: Über den Zeitsinn der Lebewesen. In: Neues Deutschland. 27. Februar 1965, abgerufen am 9. Februar 2019.